# Paweł Chŏng Ha-sang
Paweł Chŏng Ha-sang (kor. 정하상 바오로) (ur. 1795 w Majae, prowincja Gyeonggi, Korea, zm. 22 września 1839 w Seulu) – kleryk, męczennik, święty Kościoła katolickiego.

## Życiorys
Jego ojciec Augustyn Chŏng Yak-jong był katolickim intelektualistą, napisał pierwszy katechizm katolicki w języku koreańskim. Z powodu wiary został zamęczony w 1801 r. Od tego momentu rodzina była prześladowana, ale nie wyrzekła się wiary. Skonfiskowano im majątek i cierpieli skrajną biedę. Paweł Chŏng Ha-sang w wieku 20 lat udał się do Seulu, gdzie chciał pomóc w odbudowie struktury kościoła katolickiego, który borykał się z brakiem księży. Postanowił spróbować sprowadzić misjonarzy do Korei. W związku z tym w 1816 r. odbył podróż do Chin, gdzie prosił biskupa Pekinu o wysłanie misjonarzy do Korei. Podróżował wielokrotnie do Chin i pomagał dotrzeć zagranicznym misjonarzom do Korei. Był współpracownikiem i tłumaczem dla kapłanów. Wstąpił do seminarium duchownego, ale go nie skończył. Podczas kolejnych prześladowań został aresztowany w 1839 r. razem z matką Cecylią Yu So-sa i siostrą Elżbietą Chŏng Chŏng-hye. Po torturach ścięto go mieczem w Seulu w miejscu straceń za Małą Zachodnią Bramą 22 września 1839 r. razem z Augustynem Yu Chin-gil.

## Dzień obchodów
20 września (w grupie 103 męczenników koreańskich).

## Proces beatyfikacyjny i kanonizacyjny
Beatyfikowany 5 lipca 1925 r. przez Piusa XI, kanonizowany 6 maja 1984 r. przez Jana Pawła II w grupie 103 męczenników koreańskich.